# Adolf Waterman
Adolf Waterman (Rotterdam, 19 mei 1886 – Monte Carlo, 3 augustus 1966) was een Nederlands pianist en componist, die ook enigszins bekend is in Duitsland.

## Familie
Hij was zoon van boekhouder (1910), margarinefabrikant (1913) Hijman Waterman en Elizabeth van Praag. Broer Nathaniel Waterman werd bacterioloog. Hijzelf was tussen 1910 en 1912 getrouwd met de pianiste Henriette Hartog uit Hull en na een echtscheiding vanaf 1913 met Anna Elisa van den Bergh, dochter van margarinefabrikant Arnold van den Bergh. Neef Leon Waterman was architect, neef Hein Israël Waterman scheikundige.

## Biografie
Hij kreeg zijn opleiding van Bernard Diamant en Joh.H. Sikemeier in Rotterdam. De studie werd vervolmaakt door Aladar Berényi en Stefan Thomán in Boedapest. Na zijn solistendebuut in 1906 in Arnhem met een pianoconcert van Ludwig van Beethoven trok hij als solist Europa in. Slechts af en toe dook zijn naam op als pianopedagoog. 
Vanaf 1913 was hij woonachtig in  Berlijn-Charlottenburg, Parijs en Monte Carlo. In Nederland en Duitsland raakte hij in de jaren dertig steeds meer uit beeld, van zijn Franse periode is nagenoeg niets bekend. 
Onder zijn werken bevinden zich een:
- Pianoconcert in d mineur
- Celloconcert
- Lotos; een balletsuite
- Wals
- Nocturnes voor piano
- Pianosonatine
- Variaties op een thema van Bach
- Zeven preludes
- Sonate voor altviool en piano
- Sonate voor viool en piano
- Blaaskwintet
- Les heures d’été (liederencyclus)

Het Rotterdamsch Nieuwsblad van 11 februari 1924 noteerde vanuit Duitsland dat zijn werk beïnvloed is door Johannes Brahms en Richard Strauss.